# Calling Card
Calling Card är den irländska musikern Rory Gallagher sjätte studioalbum, utgivet 1976 på Chrysalis Records. Det producerades av Gallagher tillsammans med Deep Purple-basisten Roger Glover.
En remastrad utgåva med två bonuslåtar släpptes 1999 av Buddah Records, tillsammans med Gallaghers övriga album.

## Låtlista
Samtliga låtar skrivna av Rory Gallagher.
1. "Do You Read Me" - 5:20
2. "Country Mile" - 3:18
3. "Moonchild" - 4:48
4. "Calling Card" - 5:24
5. "I'll Admit You're Gone" - 4:25
6. "Secret Agent" - 5:45
7. "Jacknife Beat" - 7:04
8. "Edged in Blue" - 5:31
9. "Barley and Grape Rag" - 3:39
10. "Rue the Day" - 4:14 (bonusspår)
11. "Public Enemy" (B-Girl Version) - 4:35 (bonusspår)